# Espurio Naucio Rútilo (cónsul 316 a. C.)
Espurio Naucio Rútilo  fue un político romano del siglo IV a. C. miembro de los Naucios Rútilos, una familia patricia de la gens Naucia. Ocupó el consulado en el año 316 a. C.